# 茨木市
茨木市（いばらきし）は、大阪府の北摂三島地域に位置する市。施行時特例市に指定されている。
大都市である大阪市と京都市の間にあり、大阪市のベッドタウンとしての性格を持つ。市内をJR・阪急・大阪モノレールが通る。1948年（昭和23年）市制施行。
「いばらぎし」と読まれることがあるが、正しい読み方は「いばらきし」であり、連濁しない。

## 概要
施行時特例市に指定されている。また、中枢中核都市に選定されている。
古くは城下町として栄え、茨木周辺はキリシタン大名である高山右近の旧領であり、禁教後もひそかにキリスト教が茨木北部の山間で伝えられていた。また市内には、大阪府北部で最大、日本で21番目に大きい前方後円墳である太田茶臼山古墳がある。歴史については後述。
1960年前後に日本専売公社や松下電器産業、サッポロビール、東芝などの工場が進出したことや、1970年に吹田市で開催された日本万国博覧会により、茨木駅・茨木市駅周辺の都市開発が急速に進んだ。だが、開催から半世紀が経過し、当時に建設された建物の老朽化が進み、JR茨木駅西口と阪急茨木市駅西口の再開発が計画されている。
市の北部は、田や山が広がっており豊かな田園地帯が広がっている。市の南部は、鉄道が通り住宅地が広がり、ビルなどの建物も多い。地理についても後述。
市内の交通は、阪急バス、京阪バス、近鉄バス、JR西日本、阪急、大阪モノレールなどによる公共交通網、名神高速道路、新名神高速道路、近畿自動車道、大阪中央環状線、国道171号線、大阪高槻京都線（産業道路）などの幹線道路網がある。交通については後述。高速道路や幹線道路が発達しているため、企業の倉庫や工場も多く、また大阪市のベッドタウンになっている。
「次なる茨木へ」をブランドメッセージにしており、茨木の漢字の中にある「次」という文字を読み取り、過去・現在・未来をつないでいく「次々とひろがる、はてしない未来」といったイメージが込められている。
ロゴの黄色い斜めのストライプは、地軸と同じ23.4度の傾きになっており、地軸の傾きが日本に四季折々の豊かな彩りを生み出しているように、茨木市もこれから多彩で豊かなシーンを創造していくという想いが込められている。

## 地理

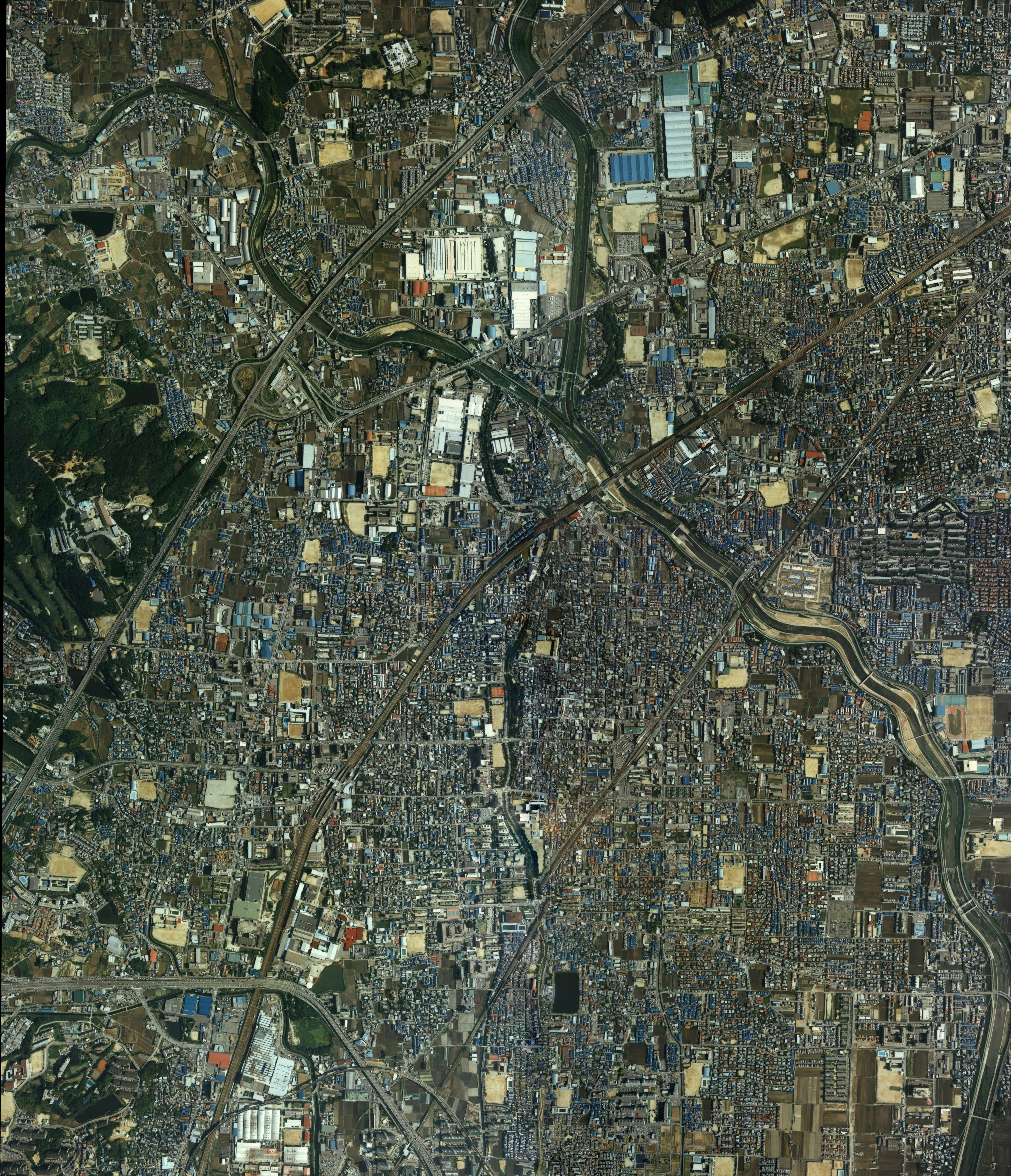
茨木市中心部周辺の空中写真。1985年撮影の6枚を合成作成。。

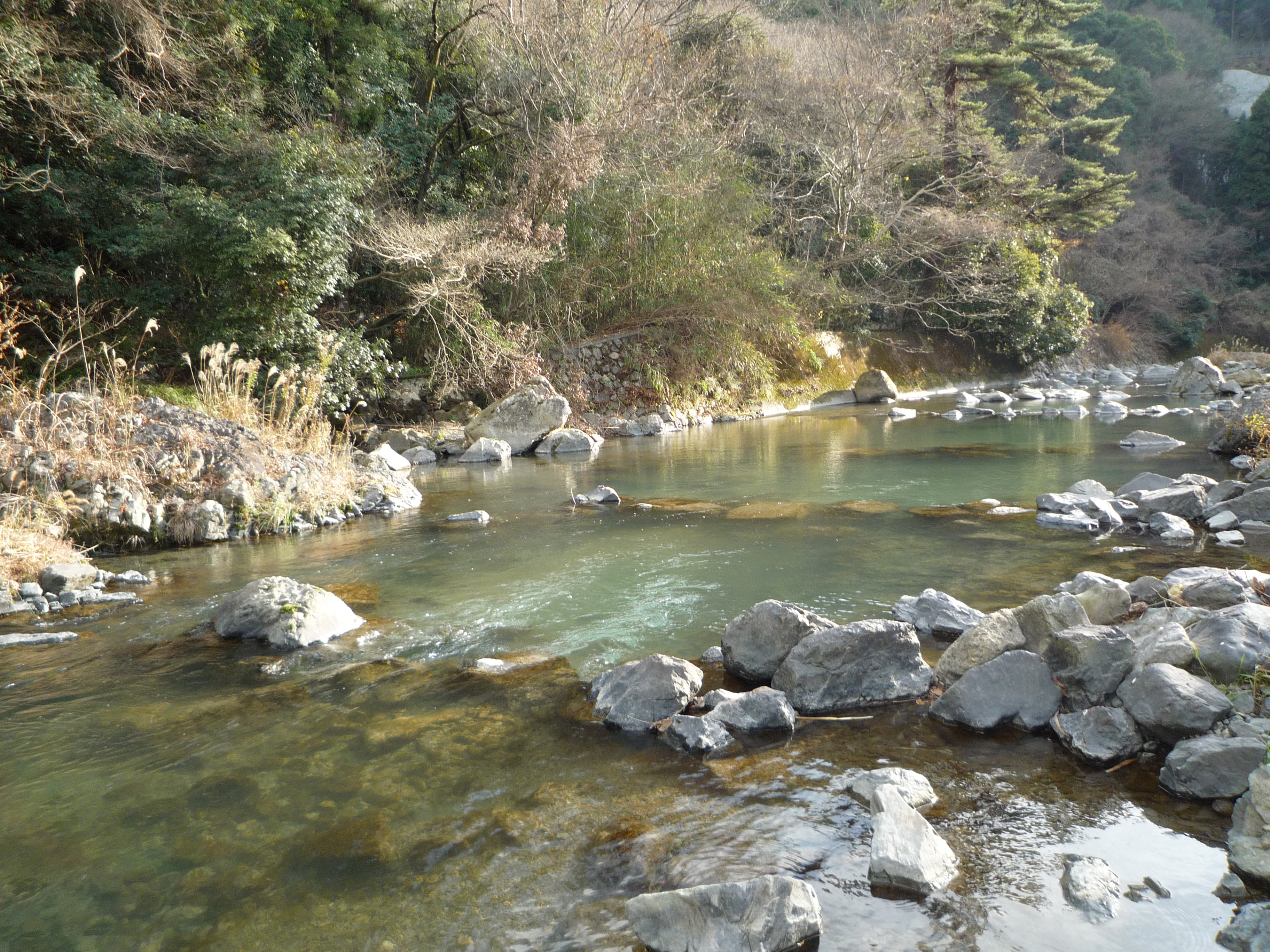
竜仙峡、安威川の上流

淀川北岸の大阪府北摂地域に位置しており、北は京都府亀岡市、東は高槻市、南は摂津市、西は吹田市・箕面市・豊能郡豊能町に接している。南北に細長い形で、北部は山がちであり、老之坂山地、北摂山地の一翼をなし、三島地域最高峰で、一等三角点が設置されている石堂ヶ丘（泉原山）が位置するなど、豊かな自然が広がっている。南部には、大阪平野の一部分をなす三島平野が広がっていて市街地もこちら側に集中している。また、千里丘陵の東端が市域にかかっている。
大阪市内でも北部のキタ（梅田界隈）へは15分程度で移動できる。
北から南に安威川（あいがわ）・茨木川・勝尾寺川（かつおうじがわ）が流れる。安威川上流では大阪府により安威川ダムが建設された。
吹田市にある吹田ジャンクション付近に当市の飛地（大字小坪井）がある。ここはかつて「八丁池」と呼ばれる池であり、名神高速道路開発に伴い大半が埋め立てられたが、消失した池の形がそのまま飛地となっている。池は徐々に埋め立てられ、現在は飛地の中にわずかに残すのみである。
- 山：北摂山系
  - 石堂ヶ岡（いしどうがおか）- 680.5メートル
  - 竜王山（りゅうおうざん）- 510メートル
  - 鉢伏山（はちぶせやま）- 299メートル
  - 阿武山（あぶやま）- 280.9メートル 茨木市と高槻市にまたがる。
- 河川：安威川、下音羽川、勝尾寺川、茨木川（佐保川）、大正川

### 隣接している自治体
- 北西 - 豊能郡豊能町
- 北 - 京都府亀岡市
- 東 - 高槻市
- 南 - 摂津市
- 南西 - 吹田市
- 西 - 箕面市

### 人口
茨木市の人口は自然動態、社会動態ともに微増を続けており、2023年（令和5年）4月30日の住民基本台帳人口は、285,240で府内の43市町村中8位である。
2004年（平成16年）にまちびらきされたニュータウンである国際文化公園都市（彩都）では子育て世代が流入し、茨木市域の人口は、9,000人を突破している。
その一方で、市内北部の山間部では高齢化が進み、高齢化率は40%を超えている地域もある。
2015年（平成27年）国勢調査より前回調査からの人口増減をみると、5,211人増の280,033人であった。増減率は1.90%であり、府下43市町村中5位、72行政区域中13位。
2020年（令和2年）国勢調査より前回調査からの人口増減をみると、7,981人増の288,014人であった。増減率は2.85％であり、府下43市町村中4位、72行政区域中14位。
| |                                        |  |
| 茨木市と全国の年齢別人口分布（2005年） | 茨木市の年齢・男女別人口分布（2005年） |  |
| ■紫色 ― 茨木市 ■緑色 ― 日本全国 | ■青色 ― 男性 ■赤色 ― 女性              |  |
| 茨木市（に相当する地域）の人口の推移 \| 1970年（昭和45年） \| 163,545人 \| \| \| 1975年（昭和50年） \| 210,286人 \| \| \| 1980年（昭和55年） \| 234,062人 \| \| \| 1985年（昭和60年） \| 250,463人 \| \| \| 1990年（平成2年） \| 254,078人 \| \| \| 1995年（平成7年） \| 258,233人 \| \| \| 2000年（平成12年） \| 260,648人 \| \| \| 2005年（平成17年） \| 267,961人 \| \| \| 2010年（平成22年） \| 274,822人 \| \| \| 2015年（平成27年） \| 280,033人 \| \| \| 2020年（令和2年） \| 287,730人 \| \| |                                        |  |
| 総務省統計局 国勢調査より |                                        |  |
| 1970年（昭和45年） | 163,545人                              |  |
| 1975年（昭和50年） | 210,286人                              |  |
| 1980年（昭和55年） | 234,062人                              |  |
| 1985年（昭和60年） | 250,463人                              |  |
| 1990年（平成2年） | 254,078人                              |  |
| 1995年（平成7年） | 258,233人                              |  |
| 2000年（平成12年） | 260,648人                              |  |
| 2005年（平成17年） | 267,961人                              |  |
| 2010年（平成22年） | 274,822人                              |  |
| 2015年（平成27年） | 280,033人                              |  |
| 2020年（令和2年） | 287,730人                              |  |

## 歴史
市名の由来についてはイバラの木が多いことから生じたという説、「味木の里」が鈍ったという説、坂上田村麿が茨を切り取り「荊切りの里」を作ったことによる説などがある。宝亀年間には「荊切」と表記されていたが、正治年間には現状の「茨木」表記が主として用いられるようになっており、その間「苅切」や「茨城」の表記も見られた。
市の南部にある阪急南茨木駅の東側一帯に弥生時代の大規模環濠集落の遺跡である東奈良遺跡がある。
二重の環濠の内部に多数の住居や高床倉庫など大型建物があり、外部には広大な墓域もあった。なかでも銅鐸・銅戈・勾玉などの鋳型が出土した工房跡が発掘されており、ここの鋳型で生産された銅鐸が近畿一円から四国でも発見されている。
この集落が奈良県の唐古・鍵遺跡と並ぶ日本最大級の銅鐸工場、銅製品工場であり、弥生時代の日本の数多くのクニの中でも、銅鐸を各地に配布できるような政治的に重要な位置を占めていたことがうかがえる。

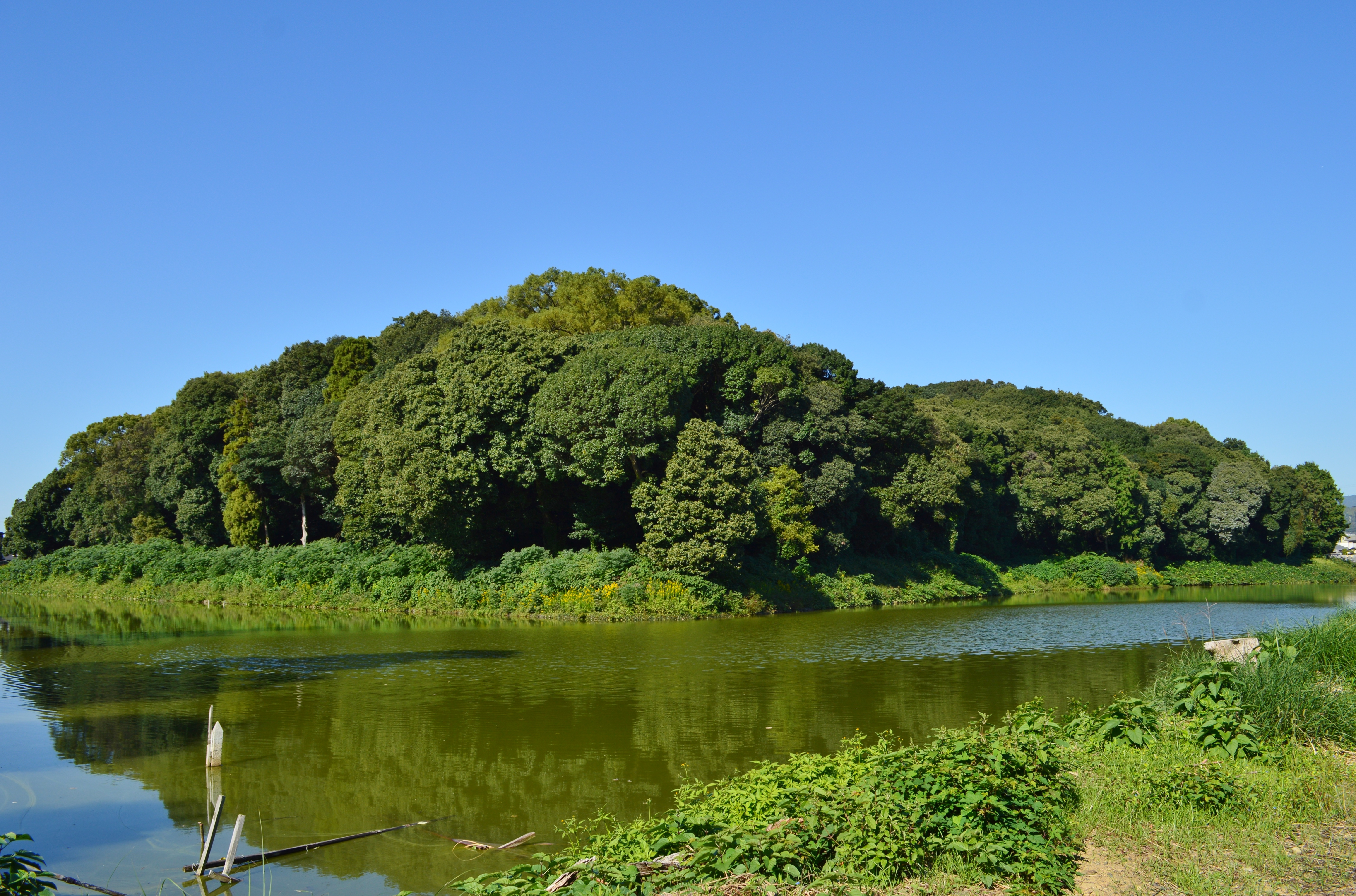
太田茶臼山古墳

日本でも有数の古墳群地帯で継体天皇陵と治定され宮内庁管理下の太田茶臼山古墳、1934年（昭和9年）に玉枕を敷き錦をまとった豪族らしき（藤原鎌足という説もある）人骨が発見された阿武山古墳が阿武山山頂にあり古墳時代初期から末期までの各時代の古墳が現存している。
平安時代には、市の北部を東西に走る西国街道（旧・山陽道）の往来が盛んとなり、江戸時代には参勤交代などに利用され、大名などが宿泊した郡山宿本陣（通称「椿の本陣」）が残っている。
室町時代の前半には市の繁栄の基礎となる茨木城が楠木正成によって築かれた。茨木城主時代には城下町として賑わい（城主は中川清秀、片桐且元など）、大坂の陣後、江戸幕府天領となった後も京都と大坂、丹波と大坂間を結ぶ交通の要衝として栄えた。
安土桃山時代、山間部一帯がキリシタン大名・高山右近が治める高槻藩領だったため、江戸時代のキリスト教禁教の時期にも密かにキリスト教を信仰する人が住む「隠れキリシタンの里」が山間に点在していた。教科書で目にする神戸市立博物館蔵の重要文化財「聖フランシスコ・ザビエル像」は、大正年間に千提寺集落の旧家から発見されたものである。
明治に移って1871年（明治4年）7月、廃藩置県によって大阪府の管轄となる。1879年（明治12年）2月10日、郡区町村編制法の大阪府での施行により、島下郡茨木村の梅林寺に島上郡と合同の島上島下郡役所が設置された。郡役所は1896年（明治29年）4月1日の島下郡・島上郡統合による三島郡の発足後は三島郡役所となり、三島地域の行政の中心となった茨木には現在も大阪府三島府民センターが設置されている。
1948年（昭和23年）1月1日、茨木町・三島村・春日村・玉櫛村の1町3村が合併して市制を施行した。
明治時代に北部の福井地区にケシの栽培が発展し、かつては東洋有数のアヘンの大産地であった。
戦後は日本専売公社や松下電器産業、サッポロビール、東芝などの工場が進出したことや大阪市のベッドタウンとして人口が増え続けた。1970年（昭和45年）の日本万国博覧会に伴って、国鉄茨木駅が橋上駅舎に建て替えられ国鉄茨木駅・阪急茨木市駅の両駅前にバスターミナルや再開発ビルが建設されたほか両駅間の市街地を貫く中央通り（高橋通り）が拡幅され万博会場に向かうエキスポロードが開通するなど、急速に市街地の整備が進んだ。
現在はJR茨木駅・阪急茨木市駅の駅近くにマンションが建設され、通勤・通学や買い物に便利な文教都市として住宅購入者の人気が高い。
また、茨木市の山間部を切り開いた茨木サニータウンや、箕面市との境の山間に研究開発や国際交流の拠点を備えたニュータウン「国際文化公園都市」（愛称：彩都）が開発中である。

### 年表
- 弥生時代 - 東奈良遺跡が所在する。二重の環濠の内部に高床倉庫など大型建物や多数の住居があり、この集落が、奈良県の唐古・鍵遺跡と並ぶ日本最大級の銅鐸工場、銅製品工場であり、弥生時代の日本の数多くの「クニ」の中でも、各地に銅鐸を配布することができるほど政治的に重要な位置を占めていたことがうかがえる。
- 5世紀頃 - 太田茶臼山古墳が築造されたとみられている。
  - 1696年（元禄9年）、松下見林の『前王廟陵記』に、太田茶臼山古墳を継体天皇陵とする説の記述。
  - 明治期、宮内省（現・宮内庁）により継体天皇の陵に治定。
  - 1972年（昭和47年）、宅地造成工事に伴う古墳北西側および陪塚周溝の発掘調査（大阪府教育委員会）
  - 1988年（昭和63年）、太田公民館建設に伴う古墳南西側の発掘調査（茨木市教育委員会）
- 7世紀頃 - 阿武山古墳が築造されたとみられている。被葬者が藤原鎌足（中臣鎌足）という説がある。
- 771年（宝亀2年） - 真言宗御室派の仏教寺院の大門寺が創建される。本尊像と四天王像はともに平安時代の仏像で重要文化財に指定されている。
- 807年（大同2年） - 天石門別神社（現在の茨木神社）が創建される。
- 879年（元慶3年） - 高野山真言宗の寺院の総持寺が創建される。西国三十三所第22番札所。
- 12世紀頃 - 太田頼基によって、太田城が築城される。この地域では最も古い城。
- 南北朝時代 - 築城主は不明だが、福井城が築城される。
- 15世紀頃 - 茨木氏によって茨木城が築城される。
- 1504年（永正元年） - 三宅氏によって三宅城が築城される。14世紀前半に築城されたという説もあり。
- 永正年間（1504年〜1521年） - 築城主は不明だが、安威城が築城される。
- 1528年（大永7年） - 福井城が廃城となる。
- 1528年 (大永7年）- 太田城が廃城となる。
- 1562年（永禄5年） - 三宅城が廃城となる。
- 1586年（天正14年） - 安威城が廃城となる。
- 1616年（元和2年） - 茨木周辺は天領となり、大坂城を除いた豊臣方最大の城であった茨木城は廃城となる。
- 1876年（明治9年）8月9日 - 官設鉄道の高槻駅~大阪駅間に茨木駅が開業する。
- 1923年（大正12年） - 茨木カンツリー倶楽部が創設される[9]。
- 1928年（昭和3年）1月16日 - 新京阪鉄道新京阪線（現在の阪急電鉄京都本線）の淡路駅~高槻町駅（現在の高槻市駅）間延伸と同時に茨木町駅（現在の茨木市駅）が開業する。
- 1934年（昭和9年）9月21日 - 室戸台風により暴風雨。玉櫛小学校、茨木高女（現大阪府立春日丘高等学校）の木造校舎が倒壊して死傷者が出る[10]。
- 1935年（昭和10年）
  - 6月29日 - 集中豪雨により上流の福井村中川原橋両岸の堤防、春日村五日市の右岸などが決壊。下流の茨木町内一帯約800戸が冠水する[11]。
  - 8月10日 - 集中豪雨により復旧中の堤防が再度決壊、町内が再び冠水状態となる[12]。
- 1936年（昭和11年）4月15日 - 新京阪鉄道新京阪線（現在の阪急電鉄京都本線）の茨木町駅（現在の茨木市駅）~富田町駅（現在の富田駅）間に、総持寺前駅（現在の総持寺駅）が開業する。
- 1937年（昭和12年）- 度重なる洪水を防ぐため、田中付近で茨木川を安威川に合流させる工事が始まる。
- 1943年（昭和18年）- 茨木川と安威川の付け替え工事終了する。
- 1948年（昭和23年）
  - 1月1日 - 三島郡茨木町・春日村・三島村・玉櫛村が合併して発足。大阪府下で13番目の市。
  - 1月1日 - 茨木町の市制施行を受け茨木市駅に改称する。
  - 1月1日 - 総持寺前駅を総持寺駅に改称。
- 10月1日 - 吹田市外1市14ヶ村消防組合から脱退し、茨木市消防本部・茨木市消防署を設置する。
- 1949年（昭和24年）5月4日 - 茨木川の安威川との合流地点より下流が廃川となる[13]。
- 1956年（昭和31年） - 日本専売公社（現在の日本たばこ産業）茨木工場が完成する[14]。
- 1958年（昭和33年） - 松下電器産業（現在のパナソニック）茨木工場が完成する[14]。
- 1961年（昭和36年） - 日本麦酒（現在のサッポロビール）大阪工場、東京芝浦電気（現在の東芝）大阪工場が完成する[14]。
- 1963年（昭和38年）7月16日 - 名神高速道路吹田JCT/IC〜京都南ICに、茨木ICが供用開始する。
- 1964年（昭和39年）
  - 4月12日 - 府道2号大阪中央環状線下穂積～味舌（摂津市）間が開通する。
  - 9月14日 - 市内のLPガス充填所で爆発事故。死者3人、重軽傷者61人[15]。
- 1965年（昭和40年）4月1日 - 茨木市消防署西分署を開設し、消防・救急業務を開始する。
- 1967年（昭和42年）4月1日 - 茨木市消防署東出張所を開設し、消防業務を開始する。
- 1968年（昭和43年）8月 - 茨木市立市民プール（のちの茨木市立第一市民プール、現在の茨木市立中条市民プール）が設立する。
- 1969年（昭和44年）- 茨木市市民会館ユーアイホールが開館する。
- 1970年（昭和45年）
  - 3月8日 - 阪急京都線南茨木駅が開業する。
  - 3月14日〜9月13日 - 日本万国博覧会の開催に合わせ、茨木駅に快速が臨時停車。「万博東口駅」という愛称がつく。停車継続運動が起こり、開催終了後も快速停車継続となる。
  - 4月27日 - 茨木市消防署南分署を開設し、消防・救急業務を開始する。
- 1972年（昭和47年） - キリスト教プロテスタント系の茨木春日丘教会が設立する。
- 1973年（昭和48年）
  - 茨木市役所合同庁舎に茨木市中央公民館プラネタリウム（正式には茨木市立中央公民館天文観覧室）が開館する。
  - 茨木市役所合同庁舎に茨木市立図書館（後の茨木市立中条図書館）が開館する。
  - 1月16日 - 茨木市消防本部庁舎が現在地に移転する。
  - 3月7日 - 茨木市消防署北分署を開設し、消防・救急業務を開始する。
  - 12月1日 - 茨木市消防署東出張所が茨木市消防本部東分署に昇格し、救急業務を開始する。
- 1975年（昭和50年）4月1日 - 茨木市消防署北辰分署を開設し、消防・救急業務を開始する。
- 1981年（昭和56年）6月 - 茨木市立第二市民プール（現在の茨木市立五十鈴市民プール）が設立する。
- 1982年（昭和57年）
  - 4月1日 - 茨木市消防署白川分署を開設し、消防・救急業務を開始する。
  - 11月15日 - 国鉄（現在のJR）貨物連絡線が営業開始する。
- 1984年（昭和59年）3月30日 - 茨木市立文化財資料館が開館する。
- 1985年（昭和60年）
  - 4月1日 - 茨木市消防署山手台分署を開設し、消防・救急業務を開始する。
  - 5月 - 茨木市立川端康成文学館が開館する。
- 1987年（昭和62年）9月 - 茨木市立キリシタン遺物史料館が開館する。
- 1989年（平成元年）
  - 3月31日 - 元茨木川緑地整備計画、西河原公園整備事業終わる。また、大阪みどりの百選に選ばれる。
  - 4月1日 - 茨木市消防署西分署を新築し移転する。
- 1990年（平成2年）6月1日 - 大阪モノレール南茨木～千里中央駅間が開業、南茨木駅、茨木駅（現在の宇野辺駅）が開業する。
- 1991年（平成3年）4月1日 - 茨木市消防署東分署を新築し移転する。
- 1992年（平成4年）
  - 3月31日 - 阪急京都線茨木市駅付近高架化事業が完成する。
  - 4月1日 - 茨木市立中央図書館が開館する。
  - 4月1日 - 茨木市立富士正晴記念館が茨木市立中央図書館の敷地内に、開館する。
  - 10月1日 - 茨木市消防署東分署を茨木市消防署水尾分署に、茨木市消防署西分署を茨木市消防署下井分署に、茨木市消防署南分署を茨木市消防署松ケ本分署に、茨木市消防署北分署を茨木市消防署西河原分署に改称する。
- 1993年（平成5年）6月 - 茨木市立西河原市民プールが設立する。
- 1995年（平成7年）
  - 1月17日 - 阪神淡路大震災が発生する。茨木市では、震度4が観測される。
  - 5月 - 茨木市立水尾図書館が開館する。
- 1997年（平成9年）
  - 4月1日 - 大阪モノレール茨木駅が宇野辺駅に改称する。
  - 8月22日 - 大阪モノレール南茨木～門真市駅間が開業、沢良宜駅が開業する。
- 1998年（平成10年）
  - 5月 - 茨木市立庄栄図書館が開館する。
  - 10月1日 - 大阪モノレール彩都線万博記念公園～阪大病院前駅間が開業、市内では大阪モノレール阪大病院前駅が開業する。
  - 10月10日 - 茨木市消防署松ケ本分署を新築のうえ移転し、茨木市消防署下穂積分署に改称する。救助工作車を茨木市消防署西河原分署から茨木市消防本部下穂積分署に配置替えする。
- 2001年（平成13年）
  - 3月24日 - 茨木市駅が特急停車駅に、南茨木駅が急行停車駅（現在の準急）となる。
  - 4月 - 茨木市立穗積図書館がマイカル茨木（現在のイオンモール茨木）内に開館する。
- 2004年（平成16年）4月25日 - 彩都（国際文化公園都市）まちびらき記念式典開催。
- 2007年（平成19年）3月19日 - 大阪モノレール彩都線阪大病院前駅～彩都西駅間が開業、豊川駅、彩都西駅が開業する。
- 2010年（平成22年）3月14日 - 茨木市駅が通勤特急及び快速の停車駅となる。これにより同駅は終日全列車が停車。また南茨木駅が快速(現在の急行)の停車駅となる。
- 2011年（平成23年）5月14日 - 快速特急『京とれいん』の運行が土日祝日に開始され、茨木市駅に全列車が停車するのは平日のみとなる。
- 2012年（平成24年）4月1日 - 茨木市消防署西河原分署に高度救助隊「スーパーレスキューシールド」を設置する。
- 2014年（平成26年）11月2日 - 安威川ダムの本体工事に着手。
- 2015年（平成25年）12月末 - 茨木市市民会館ユーアイホールが修理等の維持管理経費の増加や、舞台装置等の旧式化、バリアフリー対策、耐震性等に問題があり閉館する。
- 2016年（平成28年）4月9日 - 茨木市消防署山手台分署に特別救助隊「スペシャルレスキューアームズ」を設置する。
- 2017年（平成29年）12月10日 - 新名神高速道路高槻JCT/IC〜川西IC間開通、茨木千提寺インターチェンジと茨木千提寺パーキングエリアが供用開始する。
- 2018年（平成30年）
  - 3月17日 - 東海道本線（JR京都線）の摂津富田駅~茨木駅間にJR総持寺が開業する。
  - 4月1日 - 茨木駅のリニューアル工事が完成する。エスカレーターが設置され、商業施設も増加。
  - 6月18日 - 大阪北部地震が発生する。茨木市では、最大震度の震度6弱が観測される。
- 2019年（令和元年）8月16日 ‐ 茨木市行政施行70周年記念事業として、茨木市が全面協力で映画「葬式の名人」を製作。表題の『葬式の名人』のほか『十六歳の日記』『師の棺を肩に』『少年』『バッタと鈴虫』『片腕』などの川端康成の短編小説をモチーフに散りばめられた群像コメディがイオンシネマ茨木で先行上映される（同年9月20日に全国ロードショー）。
- 2020年（令和2年）2月 - 市民会館跡地エリア整備の受託候補者が決定。また完成イメージが市ホームページにて公開[16]。
- 2022年（令和4年）9月5日 - 本体工事が終了した安威川ダムで試験湛水を開始[17][18]。
- 2023年（令和5年）
  - 4月1日 - 摂津市との廃棄物広域処理が開始され、摂津市の廃棄物が茨木市環境衛生センターで処理されるようになる[19]。
  - 8月20日 - 茨木市立天文観覧室プラネタリウムが「おにクル」へ移転するため閉館する[20][21]。
  - 8月31日 - 茨木市立中条図書館が「おにクル」への移転準備のため閉館する[22]。
  - 9月1日 - 安威川ダムが供用を開始[23]。
  - 11月26日 - 南グラウンドに子育て支援施設、図書館、市民活動センター等が入る複合施設「おにクル」が開館[24]。
- 2024年（令和6年）
  - 3月31日 - 茨木市立東雲幼稚園・郡幼稚園・北幼稚園・天王幼稚園を廃園。天王幼稚園については令和7年度4月に私立認定こども園化予定[25]。
  - 4月23日 - 「ダムパークいばきた」の一部施設がオープンする[26]。

### これからの予定
- 2024年（令和6年）
  - 8月2日 - 茨木市立小中学校の体育館空調設置が全ての学校で完了する予定[27]。
  - 12月 - 「ダムパークいばらき」に民間吊橋エリアがオープンする予定[28]。
- 2025年（令和7年）1月 - 茨木市立中学校で全員喫食の給食が開始される予定[29]。
- 2026年（令和8年）
  - 3月31日 - 茨木市立玉島幼稚園が廃園予定[25]。
  - 元市民会館及び福祉文化会館跡地エリアの整備が完了する予定。
- 2026年（令和8年）以降 - 「ダムパークいばらき」ににぎわい検討エリア、デッキエリア、多目的運動広場エリアがオープンする予定[28]。
- 2029年（令和11年）- 阪急茨木市駅前に大阪医科薬科大学の病院が開院予定[30]。

### 行政区画の変遷
- 1889年（明治22年）4月1日 - 島下郡茨木村・上中条村・下中条村が合併して茨木村（町村制）が発足。大字茨木に村役場を設置。
- 1896年（明治29年）4月1日 - 郡の統廃合により、所属郡が三島郡となる。
- 1898年（明治31年）10月14日 - 町制を施行して茨木町となる。
- 1948年（昭和23年）1月1日 - 三島郡茨木町・春日村・三島村・玉櫛村が合併し、市制を施行して茨木市となる。大阪府下で13番目の市。
- 1954年（昭和29年）2月10日 - 三島郡安威村・玉島村を編入。
- 1955年（昭和30年）4月3日 - 三島郡福井村・石河村・見山村・清渓村を編入。
- 1955年（昭和30年）4月15日 - 清渓村の一部として編入していた大字高山を豊能郡東能勢村（現・豊能町）に編入。
- 1956年（昭和31年）12月25日 - 箕面市の一部（大字粟生岩阪・宿久庄・清水・道祖本および粟生間谷・小野原の各一部）を編入。
- 1957年（昭和32年）3月30日 - 三島郡三宅村を編入。
- 1957年（昭和32年）7月1日 - 旧三宅村の一部（大字鶴野、および太中・蔵垣内・乙辻・小坪井の各一部）を三島郡三島町（現・摂津市）へ編入。
- 1957年（昭和32年）12月28日 - 吹田市の一部（大字山田小川・山田別所・山田上の各一部）を編入。
- 1960年（昭和35年）4月1日 - 旧三宅村の一部（大字太中・蔵垣内・乙辻・小坪井の各一部）を三島郡三島町（同上）へ編入。
- 1973年（昭和48年）4月1日 - 相互の飛び地解消のため、摂津市との市境を変更[31]。
- 1999年（平成11年）2月1日 - 茨木市の一部（大字粟生岩阪）を彩都の開発の進展に伴い箕面市に編入。
- 2001年（平成13年）4月1日 - 特例市に移行。

### 戦争被害
茨木市内では1945年6月26日、7月9日、7月19日に米軍による空襲・機銃掃射を合計三回受けた。茨木市内では34名が犠牲になった。
6月26日の空襲では、西から茨木に来た1機が煙を噴いていたと言われており、他爆撃作戦中に被弾したか故障のために爆弾を投下できないまま編隊を離れたB29は、機体重量を軽くしなくては帰途の燃料がもたないので、茨木で爆弾を”吐き出した”と考えられている。当時の茨木市内には、軍事施設や基地はない、田園地帯だったが爆弾は集落に向けて投下された。
この空襲により32名が犠牲となった。また戦闘機が、玉島国民学校（現・茨木市立玉島小学校）で機銃掃射を行い、校舎内で児童2人が犠牲になり、5人が重軽傷を負った。7月19日には茨木高等女学校（現・大阪府立春日丘高等学校）に米艦載機グラマンF6FやＰ51による一斉機銃掃射を受けた。
公式文書によるとこの機銃掃射では人的被害はなかった。

## 行政
- 市長：福岡洋一（2020年4月18日就任、3期目）

### 歴代市長
| 人 | 代    | 氏名     | 就任年月日    | 退任年月日     |
| -- | ----- | -------- | ------------- | -------------- |
| 1  | 初代  | 高島好隆 | 1948年2月1日  | 1950年12月12日 |
| 2  | 2     | 中谷光   | 1951年1月28日 | 1955年1月27日  |
| 3  | 3-4   | 田村英   | 1955年1月28日 | 1963年1月27日  |
| 4  | 5     | 坂井正男 | 1963年1月28日 | 1965年2月20日  |
| 5  | 6-7   | 大槻良衛 | 1965年4月11日 | 1971年3月11日  |
| 6  | 8-9   | 北川安一 | 1971年4月25日 | 1976年3月8日   |
| 7  | 10-13 | 重冨敏之 | 1976年4月18日 | 1992年4月17日  |
| 8  | 14-16 | 山本末男 | 1992年4月18日 | 2004年4月17日  |
| 9  | 17-18 | 野村宣一 | 2004年4月18日 | 2012年4月17日  |
| 10 | 19    | 木本保平 | 2012年4月18日 | 2016年4月17日  |
| 11 | 20-22 | 福岡洋一 | 2016年4月18日 |                |

### 行政機構
- 市長
  - 副市長
  - 会計管理者
  - 総務部
  - 企画財政部
  - 市民文化部
  - 福祉部
  - 健康医療部
  - こども育成部
  - 産業環境部
  - 都市整備部
  - 建設部
  - 消防本部
- 水道事業管理者
  - 水道部
- 教育委員会
  - 教育長
    - 教育総務部
    - 学校教育部
- 選挙管理委員会
- 公平委員会
- 監査委員
- 農業委員会
- 固定資産評価審査委員会
- 外郭団体
  - （財）茨木市保健医療センター
  - （財）茨木市土地開発公社
  - （福）茨木市社会福祉協議会
  - （公社）茨木市シルバー人材センター
  - （財）茨木市施設管理公社
  - （公財）茨木市文化振興財団
  - 茨木市障害者事業団
- 神安（しんあん）土地改良区 神崎川、安威川流域など北摂地域の治水、利水を行う。本部が茨木市にある。神安という名前は神崎川、安威川から一字ずつ取って名付けられている。

### 市役所出張所
- 北辰出張所 大字泉原332番地3

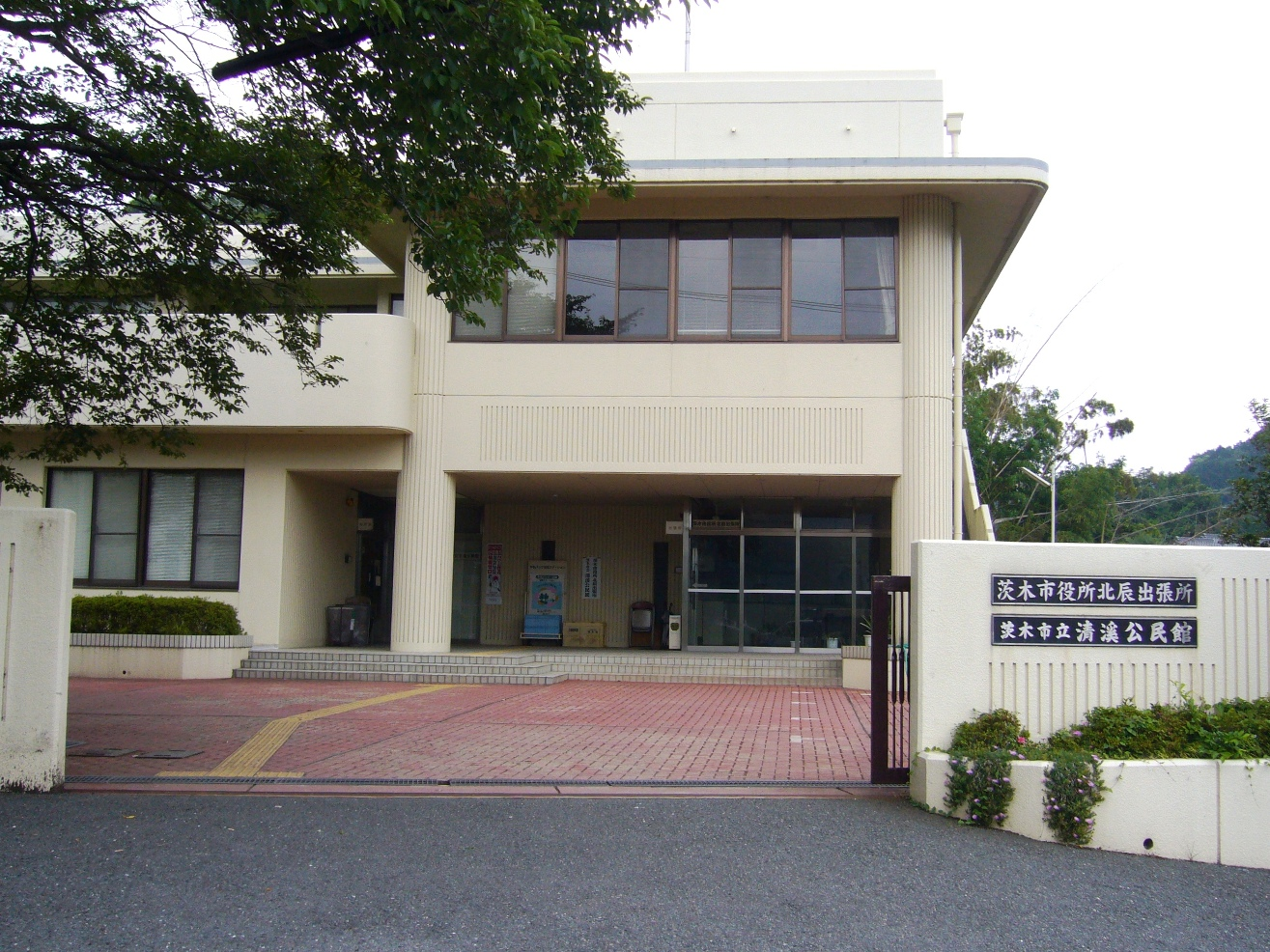
茨木市役所北辰出張所

  - かつては三宅出張所・豊川出張所・見山出張所・清溪出張所の4出張所があったが、2003年に三宅出張所・豊川出張所は廃止され、見山出張所は清溪出張所に統合され北辰出張所と改称された。

### 消防
- 茨木市消防署
  - 下井分署
  - 西河原分署
  - 山手台分署
  - 下穂積分署
  - 白川分署
  - 水尾分署
  - 北辰分署

市域全域が茨木市消防本部の管轄となってる。本署は東中条町2丁目13号。

### 財政
財政規模は近年では一般会計で900億円後半で推移している。また、いずれの年度も黒字決算であり、財政状況は比較的良い。平成30年度の実質赤字比率は－1.71％、財政力指数は0.969、経常収支比率は94.4であった。
地方交付税については2006年より2009年まで不交付団体となっていた。

### 行政機関

#### 国の機関
国税庁
- 茨木税務署

厚生労働省
- 茨木労働基準監督署
- ハローワーク茨木（茨木公共職業安定所）

法務省
- 大阪法務局北大阪支局
- 浪速少年院

防衛省
- 自衛隊大阪地方協力本部茨木地域事務所

裁判所
- 茨木簡易裁判所

検察庁
- 茨木区検察庁

出入国在留管理庁
- 大阪出入国在留管理局茨木分室
- 入国者収容所西日本入国管理センター

#### 大阪府の機関
- 大阪府茨木保健所
- 大阪府三島府民センター
- 大阪府茨木土木事務所
- 安威川ダム建設事務所
- 北部農と緑の総合事務所
- 中央水みらいセンター

#### 警察
- 大阪府茨木警察署
- 大阪府警察第二方面機動警ら隊茨木分駐所
- 大阪府警察高速道路交通警察隊近畿吹田分駐所

市内全域が茨木警察署の管轄となっている。本署は中穂積1丁目6番38号。

#### 郵便
集配郵便局
- 茨木郵便局（ゆうちょ銀行茨木店併設）

2007年（平成19年）3月5日まで大岩郵便局も集配（特定）局だったが、茨木郵便局に集配業務は集約された。
無集配郵便局
- 茨木安威郵便局
- 茨木山手台郵便局
- 茨木太田郵便局
- 茨木三島丘郵便局
- 茨木畑田郵便局
- 茨木春日郵便局
- 茨木中穂積郵便局

- 茨木下穂積郵便局
- 茨木宇野辺郵便局
- 茨木春日丘郵便局
- 茨木清水郵便局
- 茨木福井郵便局
- 茨木郡山郵便局
- 茨木庄郵便局

- 茨木高瀬郵便局
- 茨木中村郵便局
- 茨木大池郵便局
- 茨木鮎川郵便局
- 茨木星見郵便局
- 茨木真砂郵便局
- 茨木中央卸売市場内郵便局

- 茨木沢良宜郵便局
- 茨木天王郵便局
- 茨木市役所内郵便局
- 茨木水尾郵便局
- 見山郵便局
- 大岩郵便局
- 彩都西郵便局

## 議会

### 府議会
- 定数：3名
- 選挙区：茨木市選挙区
- 任期：2023年（令和5年）4月30日 - 2027年（令和9年）4月29日

| 議員名   | 会派名       | 当選回数 |
| -------- | ------------ | -------- |
| 大野幾子 | 大阪維新の会 | 1        |
| 占部走馬 | 自由民主党   | 3        |
| 中野剛   | 公明党       | 3        |

### 衆議院
- 選挙区 ： 大阪府第9区（池田市、茨木市、箕面市、豊能町、能勢町）
- 任期 ： 2021年（令和3年）10月31日 - 2025年（令和7年）10月30日（「第49回衆議院議員総選挙」参照）

| 議員名   | 党派名       | 当選回数 | 備考   |
| -------- | ------------ | -------- | ------ |
| 足立康史 | 日本維新の会 | 4        | 選挙区 |

## 経済
- 第1次産業就業者数 1,005人
- 第2次産業就業者数 29,031人
- 第3次産業就業者数 93,271人[34]

### 産業
大阪府中央卸売市場をはじめとする北大阪流通センターを擁する北大阪の物資集散地として、その経済的役割を担っている。また内陸工業地の適地として大企業をはじめ、その下請関連企業や各種中小企業の進出により近代的な工業地帯を形成するに至っている。工業製品の出荷額は大阪府下の衛星都市の中でも上位に位置している。近年急激な都市発展にともない、大規模量販店などのめざましい進出が見られるが、複数の大企業の工場移転・撤退が続き、今後税収等の経済影響が問題とされている。

#### 特産品
- 三島独活（うど）
- 見山赤しそ
- 龍王みそ
- アヘン 戦前期、日本のアヘン王といわれた二反長音蔵が現在の茨木北部域にあたる福井村で麻薬原料となるアヘンけしの栽培に尽力し、戦前の茨木北部地区は、東洋一のアヘンの大産地であった。戦後はGHQの禁令により、アヘン生産は途絶した。
- 寒天 現在は生産されていない。

### 茨木市に本社を置く企業
- アルテコ
- アンジェス
- 青井黒板製作所
- 茨木高槻交通
- 浦川トランス工業
- エスケー化研
- エフワンエヌ
- 大橋化学工業
- 北おおさか信用金庫
- 近畿中央ヤクルト販売株式会社
- キンリューフーズ
- ゴウダ株式会社
- 光洋（イオングループ・ダイエーグループ）
- ジェイテックコーポレーション
- 資生堂ホネケーキ工業（資生堂グループ）
- 星和ロジテム
- ゼンショク
- 大成化工
- 丹平製薬
- ナリコマフード
- 西日本高速道路エンジニアリング関西
- 西日本高速道路ファシリティーズ
- 西日本高速道路メンテナンス関西
- 日東電工（本社機能は大阪市北区）
- 日世
- 阪急阪神エムテック
- 伏見屋
- ホンダ運送株式会社
- 大和紙器
- ユニバーサル園芸社

（50音順）

### かつて茨木市に本社を置いていた企業
- ダイハツディーゼルNHN（解散）
- Nissho（札幌市東区に本社移転）
- フジテック（滋賀県彦根市に本社移転）
- パナソニック プラズマディスプレイ（解散）
- マクセルホールディングス（京都府乙訓郡大山崎町に移転）
- マルカ（大阪市中央区に移転）
- シカゴピザファクトリー（ストロベリーコーンズへ事業譲渡）

### 茨木市内にある企業の事業所

#### 工場
- エスケー化研大阪工場
- 岡本製作所茨木工場
- 神戸製鋼所茨木工場
- 小林製薬中央研究所
- 日本合成化学工業中央研究所
- シロキ工業大阪工場
- ソントン食品大阪工場
- ダイエー茨木食品センター
- 大和製罐大阪工場
- 大日本住友製薬茨木工場
- 東洋製罐茨木工場
- 那賀都工業大阪工場
- 日立空調システム茨木工場
- 長岡香料茨木工場
- フジテックビックフィット（かつては本社だった）
- 吉野工業所大阪工場
- 読売新聞茨木工場（関西図書印刷）
- 大鵬薬品工業茨木出張所
- NTT西日本茨木ビル
- NTT西日本茨木平田ビル
- NTTコミュニケーションズ大阪第7データセンター
- アース環境サービス株式会社彩都総合研究所
- トーヨーポリマー彩都研究所
- トーヨーポリマー彩都テクノセンター
- クマリフト株式会社R&Dセンター
- ペプチド研究所
- ニッセイ彩都ビル
- 中山商事大阪事務所
- 八洲薬品彩都バイオヒルズセンター
- エムジーファーマ研究所
- 野村総合研究所
- メディック北大阪
- デジタル・リアルティ KIX10
- 資生堂大阪茨木工場
- デサントR&Dセンター
- 関西電力能力開発センター
- 関西電力グループアカデミー茨木研修センター
- 丸大フード茨木営業所
- 大幸薬品茨木工場

#### 交通・運送
- 阪急バス茨木営業所
- 近鉄バス茨木車庫
- 北港観光バス彩都営業所
- 茨木高槻交通本社営業所
- NEXCO西日本茨木技術研修センター
- NEXCO西日本関西支社
- NEXCO西日本大阪高速道路事務所
- 西日本高速道路エンジニアリング関西大阪点検事務所
- 西日本高速道路ファシリティーズ大阪営業所
- 西日本高速道路メンテナンス関西道路保全機動隊事務所
- 日本自動車連盟関西本部
- 日本自動車連盟大阪支部
- 佐川急便北大阪営業所
- 佐川急便千里営業所
- 佐川急便宮島センター
- もりか運送大阪営業所
- 日本通運大阪北支店
- 日本通運茨木支店引越センター
- NXトランスポート北大阪支店
- 西濃運輸北大阪支店
- 西濃運輸茨木支店
- 九州西濃運輸北大阪支店
- 日ノ丸西濃運輸北大阪支店
- センコー北大阪PDセンター
- 大阪センコー運輸株式会社茨木営業所
- ロジスティード北大阪物流センター
- ロジスティード西日本北大阪営業所
- ロジスティード西日本茨木営業所
- ロジスティード西日本茨木北営業所
- 福山通運茨木支店
- 福岡運輸大阪茨木配送センター
- JPロジスティクス大阪支店
- 名鉄運輸北大阪支店
- 関西名鉄運輸北大阪支店
- トナミ運輸北大阪支店
- 久留米運送北大阪支店
- 第一貨物北大阪支店
- 日本アクセス近畿支社
- 澁澤倉庫茨木営業所
- ホンダ運送近畿事務所茨木センター
- ホンダ運送大阪営業所
- ホンダ運送茨木営業所
- ヤマト運輸関西支社
- ヤマト運輸北大阪主管支店
- ヤマト運輸茨木藤の里営業所
- ヤマト運輸茨木畑田営業所
- ヤマト運輸茨木新堂営業所
- ヤマト運輸茨木宮島営業所
- ヤマト運輸関西ゲートウェイ営業所
- ヤマトグループ関西ゲートウェイ
- ヤマトオートワークス大阪茨木給油所
- ヤマトマルチチャーター北大阪支店
- ヤマト・スタッフ・サプライ大阪北支店
- ヤマトリース関西支店
- Amazon茨木フルフィルメントセンター
- 三菱倉庫茨木第一営業所
- 三菱倉庫茨木第二営業所
- 三菱倉庫茨木1号配送センター
- 三菱倉庫茨木2号配送センター
- 三菱倉庫茨木3号配送センター
- 三菱倉庫茨木4号配送センター
- 三菱倉庫茨木5号配送センター
- 三菱倉庫茨木6号倉庫
- 三菱倉庫茨木7号倉庫
- 三菱倉庫茨木8号倉庫
- 三菱倉庫茨木10号倉庫
- 三菱倉庫茨木11号倉庫
- 三菱倉庫茨木12号倉庫
- 三菱倉庫茨木15号倉庫
- 三菱電機ビルソリューションズ西日本物流センター
- 三菱電機ロジスティクス関西茨木ロジスティクスセンター
- 三菱電機ロジスティクス茨木事業所
- 資生堂西日本物流センター
- ファーストリテイリング西日本ER倉庫
- NTTロジスコ茨木物流センター
- 阪急阪神ロジスタ・ロジクロス茨木彩都
- 上新電機関西茨木物流センター
- 日本梱包運輸倉庫新茨木営業所
- DPL茨木
- DPL茨木北
- 万代彩都物流センター
- プロロジスパーク茨木
- ロジスティクスパーク茨木
- 積水ハウス関西第1・第2物流センター
- 国分グループ関西総合センター
- LOGI'Q南茨木

#### 金融機関
- みずほ銀行 茨木支店
- 三井住友銀行 茨木支店、茨木西支店
- 三菱UFJ銀行 茨木支店、茨木西支店、茨木駅前支店
- りそな銀行 茨木支店、茨木西支店
- 池田泉州銀行 彩都支店
- 関西みらい銀行 茨木支店、茨木中央支店、南茨木支店
- 徳島大正銀行 総持寺支店
- 京都銀行 茨木支店
- ゆうちょ銀行 茨木店、市内郵便局内（郵便を参照）
- 北おおさか信用金庫 本店、茨木支店、茨木東支店、総持寺支店、玉櫛支店、福井支店
- 大阪信用金庫 茨木支店
- 大阪厚生信用金庫 阪急茨木支店
- 尼崎信用金庫 南茨木支店
- 京都信用金庫 茨木支店
- 近畿産業信用組合 茨木支店
- 茨木市農業協同組合 本店、中央支店、南支店、中支店、北支店

#### その他
- 国立研究開発法人 医療基盤・健康・栄養研究所（NIBIOHN）
- 日本赤十字社 近畿ブロック血液センター
- 日本品質保証機構 彩都電磁環境試験所

### 茨木市内にあるチェーンストアの店舗

#### ショッピングモール
- イオンモール茨木
- イオンスタイル新茨木

#### ショピングセンター
- イオンタウン茨木太田
- 茨木ショッピングプラザ
- 茨木ショップタウン

#### スーパーマーケット
- 関西スーパー 三島丘店
- 万代 茨木真砂店
- 業務スーパー（全て株式会社U&S運営のTAKENOKO名義による） 茨木市役所前店、南茨木店、耳原店
- マルヤス 茨木店、茨木駅前店、南春日丘店
- Satake 茨木西駅前店、大池店
- 阪急オアシス 茨木駅前店、茨木大手店、南茨木店、茨木奈良店、総持寺店
- ダイエー 上穂積店
- コノミヤ 茨木店
- サンディ 茨木駅前店、南茨木店、双葉店、茨木鮎川店、総持寺店
- ラ・ムー 彩都店
- バリュー100 茨木太田店
- ニッコー 安威店

#### 総合スーパー
- イズミヤ 新中条店
- 平和堂 真砂店、アル・プラザ茨木、フレンドマート彩都店、フレンドマートスマート茨木サニータウン店
- MEGAドン・キホーテ 茨木店

#### 家電量販店
- Joshin 茨木店
- コジマ×ビックカメラ イオンタウン茨木太田店
- エディオン 茨木藤の里店、イオンモール茨木店

#### ホームセンター
- コーナン 茨木店、茨木安威店
- コーナン・プロ 茨木店

### かつて茨木市内に営業所・事業所のあった企業
- グリコ乳業大阪支店（高槻市登町に移転するまで大阪支店は長きに渡り春日地区にあった）
- ブルボン関西営業所（大阪市中央区→八尾市から移転してきたが、神戸市中央区港島南町の神戸キメックセンタービルへ再々移転）
- 東芝家電製造大阪茨木工場（所在地は「太田東芝町」）
- パナソニック液晶ディスプレイ茨木工場（所在地は旧社名から由来した「松下町」であった）
- 帝人大阪研究センター（帝人松山事務所と統合）
- サッポロビール大阪工場

## 姉妹都市・提携都市

### 日本国外
- ミネアポリス市（アメリカ合衆国ミネソタ州）
  - 1980年（昭和55年）10月22日姉妹都市提携
- 安慶市（中華人民共和国安徽省）
  - 1985年（昭和60年）10月5日友好都市提携

### 日本国内
- 香川県小豆郡小豆島町（旧内海町）
  - 1988年（昭和63年）10月2日姉妹都市提携
- 大分県竹田市
  - 2013年（平成25年）11月16日歴史文化姉妹都市提携

## 教育機関

### 市立幼稚園
- 玉島幼稚園（令和7年度末に廃園予定）
- 庄栄幼稚園（令和6年度中に認定こども化予定）

|  |  |  |

### 市立小学校
| - 茨木市立安威小学校 - 茨木市立葦原小学校 - 茨木市立茨木小学校 - 茨木市立大池小学校 - 茨木市立太田小学校 - 茨木市立春日小学校 - 茨木市立春日丘小学校 - 茨木市立清溪小学校 - 茨木市立郡小学校 - 茨木市立郡山小学校 - 茨木市立彩都西小学校 | - 茨木市立沢池小学校 - 茨木市立庄栄小学校 - 茨木市立白川小学校 - 茨木市立玉櫛小学校 - 茨木市立玉島小学校 - 茨木市立中条小学校 - 茨木市立天王小学校 - 茨木市立豊川小学校 - 茨木市立中津小学校 - 茨木市立西小学校 - 茨木市立西河原小学校 | - 茨木市立忍頂寺小学校 - 茨木市立畑田小学校 - 茨木市立東小学校 - 茨木市立東奈良小学校 - 茨木市立福井小学校 - 茨木市立穂積小学校 - 茨木市立三島小学校 - 茨木市立水尾小学校 - 茨木市立耳原小学校 - 茨木市立山手台小学校 |

### 市立中学校
| - 茨木市立太田中学校 - 茨木市立北中学校 - 茨木市立彩都西中学校 - 茨木市立東雲中学校 - 茨木市立西陵中学校 | - 茨木市立天王中学校 - 茨木市立豊川中学校 - 茨木市立西中学校 - 茨木市立東中学校 - 茨木市立平田中学校 | - 茨木市立北陵中学校 - 茨木市立三島中学校 - 茨木市立南中学校 - 茨木市立養精中学校 |

### 私立中・高等学校
- 追手門学院中学校・高等学校
- 関西大倉中学校・高等学校
- 早稲田摂陵高等学校

### 高等学校

#### 府立
- 大阪府立茨木高等学校
- 大阪府立茨木工科高等学校
- 大阪府立茨木西高等学校
- 大阪府立春日丘高等学校
- 大阪府立福井高等学校
- 大阪府立北摂つばさ高等学校

#### 私立
- 追手門学院高等学校
- 関西大倉高等学校
- 向陽台高等学校
- 早稲田大阪高等学校

### 大学・短期大学

#### 私立
- 藍野大学
- 藍野大学短期大学部
- 追手門学院大学
- 大阪保健医療大学彩都キャンパス
- 大阪行岡医療大学
- 梅花女子大学
- 立命館大学大阪いばらきキャンパス

このほか、大阪大学吹田キャンパスが吹田市との境界上にあり、産業科学研究所など一部の施設が茨木市側に存在する。また大阪保健医療大学の彩都スポーツ医科学研究所も茨木市域にある。

### 各種学校
（インターナショナルスクール）
- コリア国際学園（中等部・高等部）

### 特別支援学校
- 大阪府立茨木支援学校

### 専修学校
- 履正社医療スポーツ専門学校 茨木キャンパス

## 福祉施設

### 公立保育所・私立保育園
- 大阪府保育所一覧を参照

#### 公立保育所民営化
- 民営化対象保育所
  - 2007年4月民営化：茨木市立中条保育所→たんぽぽ中条保育園、茨木市立三島保育所→あいの三島保育園
  - 2008年4月民営化：茨木市立玉櫛保育所→玉櫛たちばな保育園、茨木市立水尾保育所→水尾保育園
  - 2009年4月民営化：茨木市立松ヶ本保育所→松ヶ本保育園、茨木市立郡山保育所→郡山敬愛保育園
  - 2010年4月民営化：茨木市立東保育所→東さくら保育園、茨木市立庄保育所→庄保育園

茨木市児童福祉課は公立保育所民営化後6年間（民営化時の0歳児が卒園するまで）は保育所運営が円滑に行われるよう「三者協議会」を立ち上げ、茨木市、運営社会福祉法人、保護者の三者による話し合いを行う。

### 障害者施設
- 茨木市立障害者就労支援センター かしの木園
- 茨木市立障害者生活支援センター ともしび園
- 茨木市立障害福祉センター ハートフル

## 社会教育・文化施設・体育施設

### 会館・多目的ホール
- 文化・子育て複合施設「おにクル」
  - ゴウダホール（大ホール）
  - きたしんホール（多目的ホール）
- 福祉文化会館「オークシアター」
- 市民総合センター「クリエイトセンター」
- 教育センター
- 生涯学習センター「きらめき」
- 男女共生センターローズWAM
- 沢良宜いのち・愛・ゆめセンター
- 総持寺いのち・愛・ゆめセンター
- 豊川いのち・愛・ゆめセンター

### 社会教育施設
- 上中条青少年センター
- 青少年野外活動センター（銭原キャンプ場）
- 茨木市里山センター（森の学び舍）

### 博物館
- 茨木市立川端康成文学館
- 茨木市立キリシタン遺物史料館
- 川端康成文学館
- 茨木市立富士正晴記念館
- 茨木市立文化財資料館
- 安威川ダム資料館

### プラネタリウム
- きたしんプラネタリウム（おにクル7階）

### 清掃工場・リサイクル施設
- 環境衛生センター

### 上水道施設

#### 浄水場
- 十日市浄水場
- 清阪浄水場

#### 配水場
- 花園配水場
- 野々宮配水場
- 西穗積配水場
- あさぎ配水場

#### ポンプ場
- 下音羽送水ポンプ場
- 忍頂寺送水ポンプ場
- 山手台送水ポンプ場

#### 配水池
- 山手台高区配水池
- 山手台低区配水池
- 音羽配水池
- 下音羽配水池
- 忍頂寺配水池
- 銭原配水池
- 長谷配水池
- 清阪配水池
- 安元・板谷配水池
- 豊川配水池
- 安威配水池
- 馬場配水池
- 免山配水池
- あかね配水池
- やまぶき高区配水池
- やまぶき中区配水池
- やまぶき低区配水池
- 泉原配水池

#### 受水場
- 上音羽受水場
- 泉原受水場
- 彩都受水場

### 下水道施設

#### 処理場
- 中央水みらいセンター

処理場については大阪府が管理している。また茨木市の大半の下水は、茨木市にある中央水みらいセンターで処理しているが、太田や三島など東部地域の下水は高槻市にある高槻水みらいセンターで処理をしている。

#### ポンプ場
- 安威ポンプ場
- 大池ポンプ場
- 中央ポンプ場
- 穗積ポンプ場

穗積ポンプ場については大阪府が管理している。

### 図書館

#### 図書館
- 茨木市立中央図書館
- 茨木市立庄栄図書館
- 茨木市立穂積図書館
- 茨木市立水尾図書館
- おにクルぶっくぱーく

#### 図書館分室
- 大池分室
- 豊川分室
- 白川分室
- 天王分室
- 玉島分室
- 山手台分室
- 太田分室
- 彩都西分室

#### 移動図書館
- ともしび号

### プール
- 茨木市立中条市民プール
- 茨木市立五十鈴市民プール
- 茨木市立西河原市民プール

### 体育館
- 市民体育館
- 福井市民体育館
- 東市民体育館
- 南市民体育館

### 公園･緑地
- 元茨木川緑地
- 若園公園
- 島やすらぎ公園
- 島ふれあい公園
- 西河原公園
- 耳原公園
- 水尾公園
- 桑田公園
- 上穂積公園
- 山手台中央公園
- あさぎ山里公園
- 彩都西公園
- 彩都はなだ公園
- 忍頂寺スポーツ公園
- ダムパークいばきた

### テニスコート（庭球場）
- 若園公園庭球場
- 春日丘運動広場庭球場
- 西河原公園（北、南）庭球場
- 中央公園庭球場
- 東雲運動広場庭球場
- 福井運動広場庭球場
- 桑原運動広場庭球場
- 忍頂寺スポーツ公園テニスコート

### グラウンド
- 若園運動広場グラウンド
- 若園公園グラウンド
- 春日丘運動広場グラウンド
- 水尾公園グラウンド
- 西河原公園グラウンド
- 沢良宜公園グラウンド
- 中央公園（南）グラウンド
- 中央公園（北）グラウンド
- 島3号（小）グラウンド
- 島3号（大）グラウンド
- 東雲運動広場グラウンド
- 福井運動広場グラウンド
- 桑原運動広場グラウンド
- 桑原ふれあい運動広場グラウンド
- 忍頂寺スポーツ公園グラウンド

### 弓道場
- 春日丘運動広場弓道場

### 宿泊施設
- 忍頂寺スポーツ公園・竜王山荘

## 住宅団地
- 都市再生機構総持寺団地（高槻市との市境に位置し同市と跨っている）
- 都市再生機構オークタウン東茨木
- 都市再生機構茨木学園町団地
- 都市再生機構茨木三島丘ウエスト
- 都市再生機構茨木三島丘イースト
- 大阪府住宅供給公社茨木安威団地
- 大阪府住宅供給公社茨木郡山団地
- 府営茨木安威住宅
- 府営茨木郡山住宅
- 陽和台団地

## 交通

### 空港
最寄りの空港は大阪国際空港（伊丹空港）である。市内から公共交通機関を利用する場合の所要時間は、大阪モノレールを利用して約25分である。
また、関西国際空港へはJR茨木駅・阪急茨木市駅から直通のリムジンバスがある（後述）。

### 鉄道
JR茨木駅と阪急茨木市駅が中心駅となっており、両駅が市街地や市役所を挟む形で存在し、主要な交通を成している。
西日本旅客鉄道（JR西日本）
- 東海道本線（JR京都線）
  - JR総持寺駅 - 茨木駅

阪急電鉄（阪急）
- 京都本線
  - 南茨木駅 - 茨木市駅 - 総持寺駅

大阪モノレール
- 本線
  - 宇野辺駅 - 南茨木駅 - 沢良宜駅

- 彩都線
  - 阪大病院前駅 - 豊川駅 - 彩都西駅

### 路線バス
JR茨木駅前、阪急茨木市駅前より阪急バス・近鉄バス・京阪バスのバス路線が市内を網羅している。
- 阪急バス：市内に茨木営業所を設置。市西部（郡山団地・豊川方面）・北部（彩都・山手台・忍頂寺方面）の路線網を管轄している。二階堂方面への路線は柱本営業所の管轄。
- 近鉄バス：市東部（総持寺・太田方面）・南部（島・春日丘・美穂ケ丘方面）に路線網がある。鳥飼営業所を参照。
- 京阪バス：JR・阪急茨木 - 市東部（鮎川・白川・目垣方面） - 淀川を渡り枚方市駅や摂南大学経由で寝屋川市駅を結んでいる。高槻営業所を参照。

関西国際空港行のリムジンバスがJR茨木駅前・阪急茨木市駅前（ともに東口）より発着している（2024年5月現在、運休中）。
なお高槻市営バス萩谷線が阿武山口〜変電所前間で市内を通過するが、停留所はない。

### 高速バス
名神高速道路茨木インターチェンジにある「名神茨木バス停」から各地への高速バスに乗車することが可能である。

#### 行先
- ギャラクシー号（郡山、福島）
- とちの木号（久喜、栃木、宇都宮）
- 大阪 - 新宿・渋谷・池袋
- 神戸・大阪 - 横浜・東京・TDR・千葉
- クリスタルライナー（甲府）
- 大阪・京都 - 静岡線

#### 運行事業者
- 阪急バス
- 阪急観光バス
- 近鉄バス
- 関東自動車
- 山梨交通
- 福島交通
- しずてつジャストライン
- 京王バス
- 京成バス

### 主要道路
国道171号や大阪中央環状線、大阪高槻京都線といった幹線道路が市内を走っている。1950年代から、田園都市論（都市計画に基づく工業誘致、生活圏の設定など）に基づき、中央市街地に幹線道路が建設されないような先進的な都市計画がなされている。
高速道路については、隣の吹田市との境界付近に吹田ジャンクションが所在している。また、市域には名神高速道路・近畿自動車道が通過しているほか、近隣には中国自動車道も通過しており、各路線の茨木インターチェンジ・吹田インターチェンジ・中国吹田インターチェンジ・摂津北インターチェンジが市域および近隣に所在している。このほか、市の北部を新名神高速道路が通過しており、茨木千提寺インターチェンジと茨木千提寺パーキングエリアが設置されている。
一般国道については、国道171号が市の中央を横断している。管理は国土交通省大阪国道事務所高槻維持出張所である。

#### 府道
- 主要地方道
  - 大阪府道1号茨木摂津線
  - 大阪府道2号大阪中央環状線
  - 大阪府道4号茨木能勢線
  - 大阪府道14号大阪高槻京都線
  - 大阪府道15号八尾茨木線
  - 大阪府道19号茨木寝屋川線
  - 大阪府道43号豊中亀岡線
  - 大阪府道46号茨木亀岡線
- 一般府道
  - 大阪府道109号余野車作線
  - 大阪府道110号余野茨木線
  - 大阪府道114号忍頂寺福井線
  - 大阪府道115号萩谷西五百住線
  - 大阪府道126号総持寺停車場線
  - 大阪府道129号南千里茨木停車場線
  - 大阪府道132号高槻茨木線
  - 大阪府道133号鳥飼八丁富田線
  - 大阪府道136号茨木停車場線
  - 大阪府道138号三島江茨木線
  - 大阪府道139号枚方茨木線
  - 大阪府道143号沢良宜東千里丘停車場線

## 名所・旧跡・催事

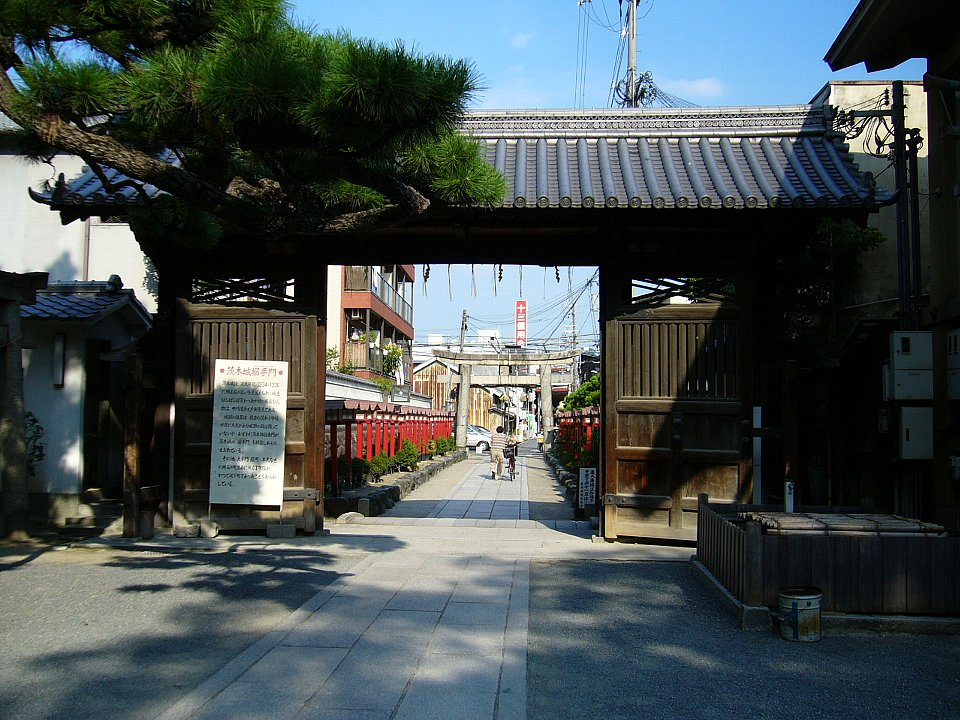
茨木神社

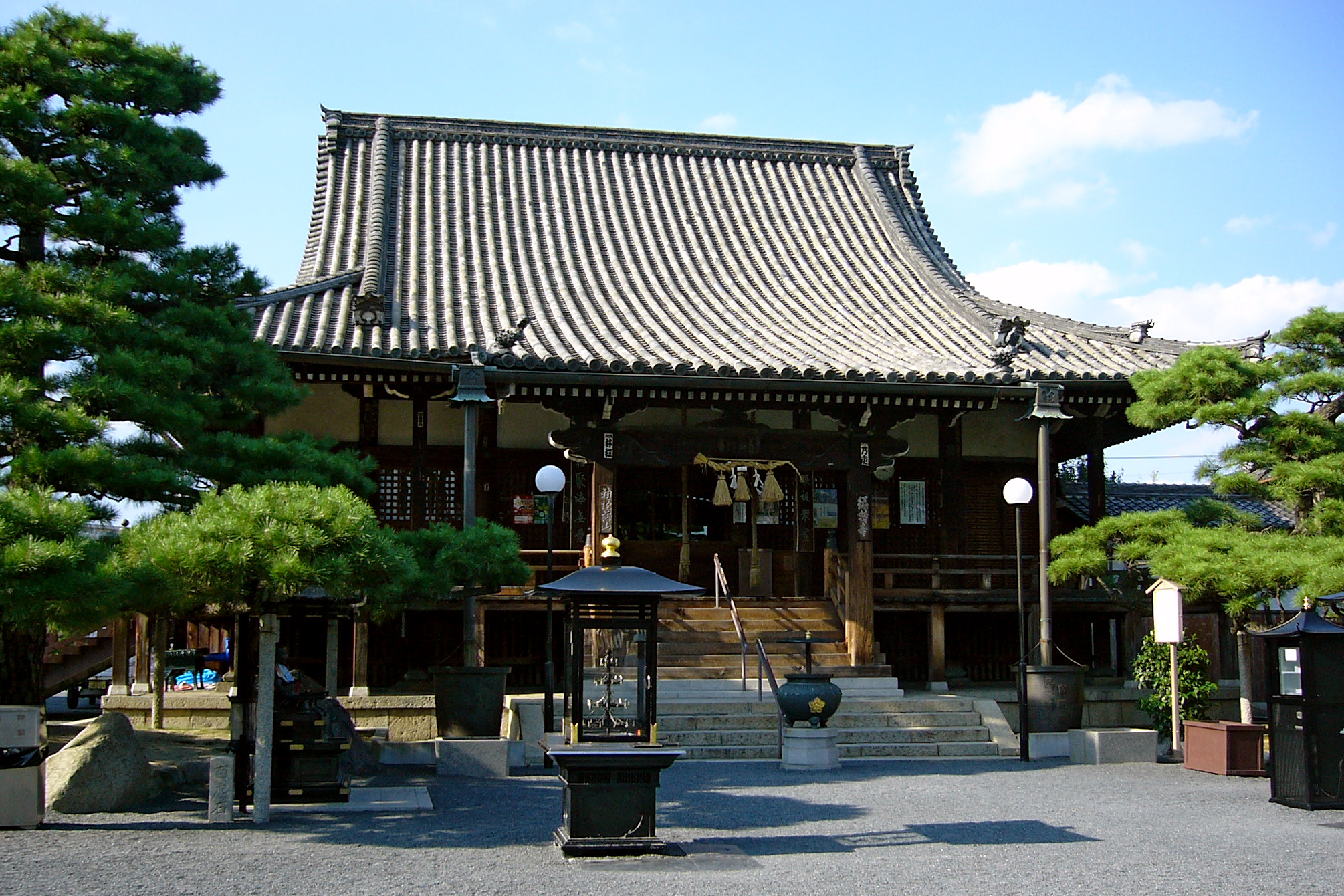
総持寺

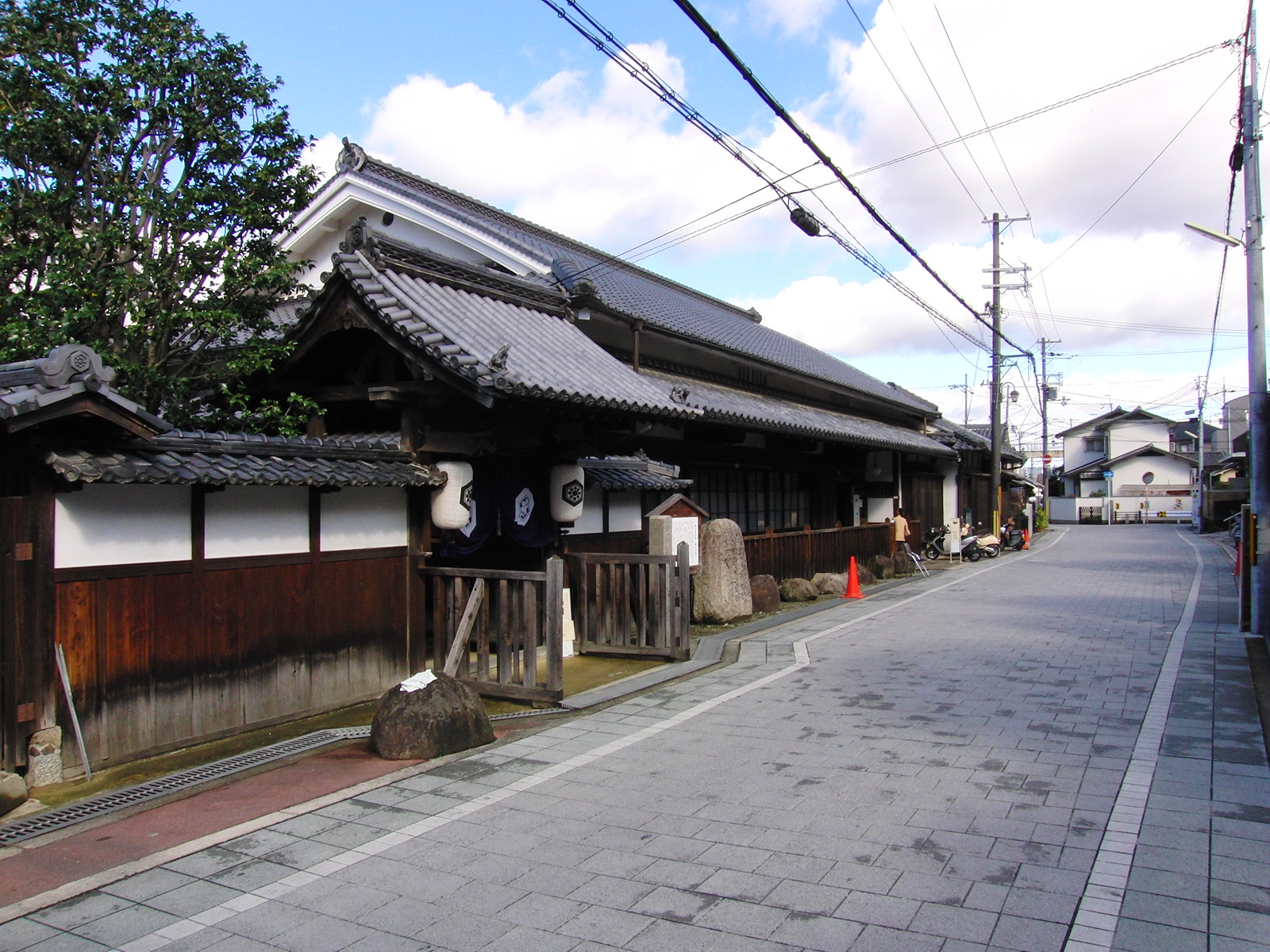
郡山宿本陣（国の史跡）

### 名所
- 茨木春日丘教会（通称「光の教会」設計：安藤忠雄）
- 竜仙峡 - 安威川上流の景勝地。龍仙の滝がある。
- 深山水路（権内水路）
- 元茨木川緑地 - 茨木川を付け替えた後、元々茨木川が流れていたところを公園にした。桜の名所でもある。

### 旧跡
- 茨木神社
- 総持寺 - 西国三十三所第22番札所
- 大門寺 - 摂津西国三十三箇所観音霊場第24番札所、木造如意輪観世音菩薩坐像と木造四天王立像四躯が国の重要文化財。紅葉の名所。
- 郡山宿本陣（通称、椿の本陣・国の史跡）
- 倍賀春日神社 - 鎌倉時代の石灯籠が国の重要文化財
- 太田茶臼山古墳 - 宮内庁は継体天皇陵に指定しているが、高槻市にある今城塚古墳が真の継体天皇陵である可能性が高いとされる
- 阿武山古墳（国の史跡） - 埋葬者は藤原鎌足とされている。
- 東奈良遺跡 - 弥生時代の大集落で、1973年～1974年にかけて、銅鐸やその鋳型が見つかった。
- 牟礼遺跡 - 縄文時代の水田跡などが出土。
- 隠れキリシタンの里 - 茨木周辺はキリシタン大名である高山右近の旧領であり、禁教後もひそかにキリスト教が茨木北部の山間で伝えられていた。
- 茨木城跡
- 三宅城跡 - 蔵垣内三丁目にある三宅国政の居城址
- 安威城跡
- 福井城 (摂津国)跡
- 安威砦跡
- 太田城 (摂津国)跡
- 佐保来栖山砦
- 水尾城跡

### 催事
- 茨木麦音フェスト-毎年9月に行われる、全国のクラフトビールとロックのフェス
- 市民さくらまつり - 元茨木川緑地で例年3月下旬から4月上旬に開催
- 茨木神社夏祭 - 例年7月13～14日に開催
- 茨木フェスティバル - 中央公園などで例年7月末に開催
- 茨木辯天花火大会 - 毎年8月8日に行われる花火大会。会場は辯天宗本部である飛龍山冥應寺（西穂積町・JR茨木駅から近鉄バスで約10分、茨木弁天前下車すぐ）。冥應寺は1964年（昭和39年）に開かれた。当日は花火観覧客輸送に近鉄バスがピストン運行されるが、JR茨木駅から徒歩圏内でもあるためJR茨木駅へ歩く人々の行列ができることもある。
- 茨木音楽祭 - 2009年より中央公園にて毎年5月に開催
- いばらき光の回廊～冬のフェスティバル～
- 農業祭

## 出身著名人

### 歴史
- 継体天皇（太田茶臼山古墳の埋葬者とされる）
- 藤原鎌足（阿武山古墳の埋葬者とされる）
- 茨木氏 - 室町時代に茨木城を中心に摂津国東部を地盤とした国人領主。茨木長隆（伊賀守）や茨木重親（佐渡守）などがいた。
- 楠木正成（茨木城を築城）
- 荒木村重（茨木城主）
- 荒木村次（茨木城主）
- 中川清秀（茨木城主）
- 中川秀政（茨木城主）
- 安威了佐（茨木城代官）
- 河尻秀長（茨木城代官）
- 片桐且元（茨木城主）
- 片桐貞隆（茨木城主）
- 間宮三郎右衛門光信（茨木城代官）
- 和田惟政（高槻城主） - 現在は茨木市である山間部一帯が、かつては高槻藩の領地だった経緯から。
- 和田惟長（高槻城主）
- 高山友照（高槻城主）
- 高山右近（高槻城主）
- 茨木童子（茨木・水尾生まれの鬼。のち京都の羅城門に棲みついて数々の怪談を残した）

### 政治
国会議員
- 森洋介（衆議院議員）

### 文化
文学
- 二反長半（小説家、児童文学）
- 木下半太（小説家、脚本家）
- 川口俊和（脚本家、演出家、小説家）
- 作道雄（脚本家、演出家）
- おーなり由子（絵本作家、漫画家）

科学
- 岡室博之（経済学者・一橋大学教授、中小企業学会会長）
- 相馬芳枝（化学者・神戸大学特別顧問、2011年世界女性化学賞受賞・市民栄誉賞受賞）

芸術
- 武石勇（漆絵作家、漆芸家）
- ヤノベケンジ（現代美術作家）

その他
- 森川眞行（ウェブデザイナー）
- 森田恭通（インテリアデザイナー）

### 産業
- 二反長音蔵 （日本の阿片王と呼ばれた）
- 西村貞一（サクラクレパス会長）

### 芸能
俳優
- 尾上寛之（俳優）
- 黒木華（女優）
- 筒井巧（俳優）
- ふくだももこ（映画監督）
- 本上まなみ（女優）
- 松田賢二（俳優）
- 水川あさみ（女優）
- 美穂圭子（宝塚歌劇団専科女役）
- 山田かつろう（俳優）
- 山本學（俳優）- 幼児期まで
  - 山本圭（俳優）- 幼児期まで

歌手・音楽
- 池田彩（歌手）
- 氏神一番（ロックバンドボーカル担当・カブキロックス）
- 嘉門タツオ（歌手・タレント）
- 岸本力（声楽家）
- 佐野雄大 （アイドルグループ・INIメンバー）
- サンコンJr.（ロックバンド『ウルフルズ』ドラマー）
- 渋谷すばる（歌手・元関ジャニ∞）
- 髙木雄也（アイドル・Hey! Say! JUMPメンバー）- 当市生まれ、神奈川県育ち
- 中務裕太（GENERATIONS from EXILE TRIBEのダンサー）
- 橋本章司（ロックバンドドラム担当・HOUND DOG）
- 松下眞一（作曲家）
- 真奈尚子（歌手）
- 森高千里（歌手）- 当市生まれ、熊本市育ち
- 山内総一郎（ロックバンド『フジファブリック』ギター・ボーカル）
- 山本彩 （歌手・元NMB48）
- RYOHEY （歌手・ダンスボーカルグループ、SUNLITEメンバー）

芸人
- 伊藤といこん（お笑い芸人・ピン芸人）
- 桂吉弥（落語家）
- 小島しょーへい（お笑い芸人・ピン芸人）
- こてつ（お笑い芸人・ファイヤーサンダー）
- 杉本美樹（漫才師、濱根・杉本）
- デビ（お笑い芸人・ニュークレープ）
- 伝ペー（お笑い芸人・サカイスト）- 当市生まれ、東京都港区育ち
- 東ブクロ（お笑い芸人・さらば青春の光）- 生まれは、東大阪市
- 宮迫博之（YouTuber、お笑いタレント）- 実家は市内でたこ焼き屋を経営。

その他
- 亜空亜shin（マジシャン）
- たかのてるこ（エッセイスト）
- 藤間あゆ美（タレント）
- 美濃岡洋子（気象予報士）
- 米津龍一（気象予報士）
- 高橋理洋（実業家、FC2創業者）
- 中村幸也（実業家）

### スポーツ
野球
- 上園啓史（元プロ野球選手、東北楽天ゴールデンイーグルス）
- 植村祐介（元プロ野球選手、北海道日本ハムファイターズ）
- 金子丈（元プロ野球選手、中日ドラゴンズ、投手）
- 鞘師智也（元プロ野球選手、広島東洋カープ）
- 筒井壮（元プロ野球選手、阪神タイガース）
- 笘篠誠治（元プロ野球選手、西武ライオンズ）
- 笘篠賢治（元プロ野球選手、広島東洋カープ）
- 西田哲朗（プロ野球選手、福岡ソフトバンクホークス）
- 松尾大河（プロ野球選手、琉球ブルーオーシャンズ）
- 吉田大喜（プロ野球選手、東京ヤクルトスワローズ）

サッカー
- 池田学（元サッカー選手、湘南ベルマーレ）
- 石田良輔（元サッカー選手、アスルクラロ沼津）
- 市丸瑞希（サッカー選手、ガンバ大阪）
- 内田裕斗（サッカー選手、サガン鳥栖）
- 木村敦志（元サッカー選手、ガンバ大阪）
- 田中輝和（元サッカー選手、アーントーンFC）
- 寺田紳一（サッカー選手、おこしやす京都AC）
- 西野貴治（サッカー選手、カマタマーレ讃岐）
- 林卓人（サッカー選手、サンフレッチェ広島）
- 三木良太（元サッカー選手、元ファジアーノ岡山）

その他
- 石井慧（総合格闘家、北京オリンピック柔道金メダリスト）
- 井戸木鴻樹（プロゴルファー）
- 鎌倉涼（競艇選手）
- 杉原輝雄（プロゴルファー）
- 高野綾（水泳選手、ロンドンオリンピック代表）
- 福島實智子（射撃ソウルオリンピック銀メダリスト）- 出生地は北海道熊石町（現八雲町）
- 福田創楽（テニス選手）
- 山本亮（ラグビー選手）

### 当市に縁のある人物
政治
- 足立康史（衆議院議員）- 泉大津市出身。当市育ち。

文化
- 川端康成（小説家・ノーベル文学賞受賞者・名誉市民）- 大阪府立茨木中学（今の大阪府立茨木高等学校）出身。生まれは大阪市北区。
- 阿部牧郎（小説家）- 京都府出身。
- 富士正晴（詩人・作家）- 徳島県三好市出身。生前は市内に在住。中央図書館に記念館が併設されている。
- 筒井康隆（小説家）- 大阪市出身。
- ジェームス三木（脚本家、作家）- 満州国奉天省奉天市（現・中国遼寧省瀋陽市）出身。小学生の時に当市に引き揚げる。
- 大野裕之（脚本家、日本チャップリン協会会長）
- 井上直久（芸術家）- 本市の名を取った「イバラード」を舞台にした創作がある。東大阪市出身。
- 木村光佑（版画家）- 大阪市出身。
- 名和晃平（現代美術作家）- 高槻市出身。茨木高校卒業。

芸能
- 槇原敬之（歌手・シンガーソングライター）- 高槻市出身。
- 押尾コータロー（ギタリスト）- 吹田市出身。
- 堤俊作（指揮者）- 大阪市出身。
- 江角マキコ（元女優）- 島根県出雲市出身。バレーボール選手（日本たばこ産業）時代に茨木市内の寮に住んでいた。
- 京本政樹（俳優）- 高槻市出身。
- 鈴木健介（俳優）- マレーシア出身。
- 岡村隆史（お笑いタレント・ナインティナイン）- 大阪市東淀川区出身。
- 矢部浩之（お笑いタレント・ナインティナイン）- 吹田市出身。
- 植野行雄（漫才師・デニス）- 吹田市出身。
- 山崎静代（漫才師・南海キャンディーズ、女優、元ボクサー）- 京都府福知山市出身。当市育ち。
- すっちー（吉本新喜劇、元漫才師・ビッキーズ）- 摂津市出身。
- ヤナギブソン（お笑いユニット・ザ・プラン9）- 大阪市阿倍野区出身。当市在住。
- ゼンジー北京（マジシャン、コメディアン）- 広島市出身。
- 桂塩鯛 (4代目)（落語家）- 京都市出身。当市在住。
- 笑福亭学光（落語家）- 徳島県阿南市出身。当市在住。
- 小寺真理（吉本新喜劇）- 高槻市出身。
- 濱家隆一（お笑い芸人・かまいたち）- 大阪市出身。
- 大西ライオン（お笑いタレント）- 豊能町出身。本人のインスタグラムの出身地は当市となっている。
- 川上のぼる（腹話術タレント）- 京都府出身。
- 高樹千佳子（タレント）- 神奈川県横浜市西区出身。（出生地は長崎県）小学生期に在住。
- 高槻かなこ（声優、歌手）- 神戸市出身。
- ビリー・ブランクス（ビリーズブートキャンプ指導者かつ考案者）- 日本人女性と結婚し、家族で茨木市に住んだことがある。現在はアメリカを本拠地として活動している。

スポーツ
- 寺島成輝（プロ野球選手、東京ヤクルトスワローズ）- 高槻市出身。
- 大谷智久（プロ野球選手、千葉ロッテマリーンズ）- 兵庫県出身。
- 井手口陽介（サッカー選手、ガンバ大阪）- 福岡市出身。
- 松尾一（サッカー審判員）- 兵庫県尼崎市出身。
- 吉田宗弘（元サッカー選手、FC町田ゼルビア）- 吹田市出身。
- 廣瀬佳司（元ラグビー選手、トヨタ自動車ヴェルブリッツ監督、元日本代表）
- 宇薄岳央（ラグビー選手、東芝ブレイブルーパス、元日本代表）
- 和田伸也（視覚障害陸上選手、ロンドンパラリンピック銅メダリスト）- 市内在住。寝屋川市出身。
- 樋口黎（レスリング選手、リオデジャネイロオリンピック銀/パリ五輪フリースタイル57kg級で金）

その他
- 市橋達也（リンゼイ・アン・ホーカー殺害事件の指名手配犯）- 茨木市内の建設会社で、土木作業員として従事し、潜伏していた。